# Zastupnički dom Parlamenta Federacije Bosne i Hercegovine
Zastupnički dom je donji dom Parlamenta Federacije BiH i predstavničko je tijelo državljana Federacije BiH. Gornji dom je Dom naroda, koji predstavlja tri konstitutivna naroda Federacije BiH, Bošnjake, Hrvate i Srbe.

## Ustroj
Zastupnički dom ima 98 zastupnika, kako je propisano Ustavom FBiH.

### Rukovodstvo
Rukovodstvo čine predsjedatelj i dvoje dopredsjedatelja. Oni se biraju iz reda zastupnika nakon saziva. Trenutni predsjedatelj je Mirsad Zaimović (SDA), dok je dopredsjedatelj Mladen Bošković (HDZ BiH).
Predsjedatelj Zastupničkoga doma:
- predstavlja Zastupnički dom;
- sudjeluje u pripremi, saziva i predsjedava sjednicom Zastupničkoga doma;
- sudjeluje u pripremi, saziva i predsjedava sjednicom Kolegija Zastupničkoga doma;
- pokreće razmatranje pitanja iz djelokruga Zastupničkoga doma na sjednicama;
- dogovara se s predsjedateljem Doma naroda o načinu i rokovima raspravljanja odluka koje zahtijevaju potvrdu obaju domova;
- brine se o ostvarivanju programa rada Zastupničkoga doma i o tome izvješćuje Zastupnički dom;
- brine se o primjenjivanju ovoga Poslovnika;
- brine se o ostvarivanju načela javnosti u radu Zastupničkoga doma i radnih tijela Zastupničkoga doma;
- brine se o ostvarivanju prava i dužnosti zastupnika u Zastupničkome domu u svezi s vršenjem njihove dužnosti iz djelokruga Zastupničkoga doma;
- brine se o odnosima i suradnji Zastupničkoga doma s drugim federalnim tijelima;
- potpisuje akte koje donosi Zastupnički dom;
- daje upute tajniku Zastupničkoga doma u svezi s obavljanjem poslova i zadaća.

### Kolegij
Zastupnički dom također ima i Kolegij, kojeg uz predsjedatelja i dvojicu dopredsjedatelja čine tajnik Doma te predsjednici zastupničkih klubova.
Radi usklađivanja rada Zastupničkoga doma Kolegij:
- koordinira aktivnosti u pripremama sjednica Zastupničkoga doma i utvrđivanju dnevnih redova na tim sjednicama;
- pokreće inicijativu da se određena pitanja rasprave u radnim tijelima Zastupničkoga doma;
- brine se o ostvarivanju prava i dužnosti zastupnika u svezi s vršenjem njihove dužnosti;
- brine se o ostvarivanju suradnje s Domom naroda;
- brine se o ostvarivanju prava i dužnosti Zastupničkoga doma prema predsjedniku Federacije i dopredsjednicima Federacije i premijeru i Vladi Federacije sukladno Ustavu Federacije;
- brine se o ostvarivanju suradnje s političkim organizacijama i udrugama građana;
- brine se o ostvarivanju međuparlamentarne suradnje i
- razmatra inicijative i prijedloge upućene Zastupnič- komu domu.

### Klub zastupnika
Klub zastupnika čine najmanje tri zastupnika iz jedne ili više udruženih političkih stranaka ili neovisnih zastupnika. Na čelu kluba su predsjednik te zamjenik predsjednika koji koordiniraju rad kluba i ostvaruju suradnju s drugim klubovima zastupnika. Zastupnički dom u trenutnom sazivu ima osam klubova zastupnika.
| klub | klub            | zastupnici | predsjednik           |
| ---- | --------------- | ---------- | --------------------- |
|      | SDA             | 26 / 98    | Mirsad Zaimović       |
|      | SDP BiH         | 15 / 98    | Damir Mašić           |
|      | HDZ BiH–HNS BiH | 15 / 98    | Mladen Bošković       |
|      | DF              | 12 / 98    | Mahir Mešalić         |
|      | NiP             | 7 / 98     | Amra Junuzović-Kaljić |
|      | NS              | 6 / 98     | Damir Arnaut          |
|      | SBiH            | 4 / 98     | Admir Čavalić         |
|      | HDZ 1990–HNP    | 3 / 98     | Stipe Tokić           |
|      | PDA             | 1 / 98     | Elzina Pirić          |

### Radna tijela
Zastupnički dom ima sljedeća radna tijela:
| - Ustavno povjerenstvo; - Zakonodavno-pravno povjerenstvo; - Administracijsko povjerenstvo; - Povjerenstvo za europske integracije; - Povjerenstvo za zaštitu ljudskih prava i sloboda; - Povjerenstvo za sigurnost; - Povjerenstvo za izbor i imenovanje; - Povjerenstvo za informiranje; - Povjerenstvo za jezična pitanja; - Mandatno-imunitetsko povjerenstvo; - Povjerenstvo za jednakopravnost spolova; - Povjerenstvo za lokalnu samoupravu; - Povjerenstvo za pitanja mladih; | - Etičko povjerenstvo; - Odbor za ekonomsku i financijsku politiku; - Odbor za energetiku, rudarstvo i industriju; - Odbor za promet i komunikacije; - Odbor za denacionalizaciju i privatizaciju; - Odbor za pravdu i opću upravu; - Odbor za povratak izbjeglih i raseljenih osoba; - Odbor za obrazovanje, znanost, kulturu i sport; - Odbor za braniteljska i invalidska pitanja; - Odbor za rad i socijalnu skrb; - Odbor za zdravstvo; - Odbor za poljoprivredu, vodoprivredu i šumarstvo; - Odbor za prostorno uređenje, stambeno-komunalnu politiku, ekologiju i turizam. |

Pored navedenih, Zastupnički dom također ima zajednička radna tijela s Domom naroda, a to su Zajedničko povjerenstvo za usuglašavanje različito usvojenih tekstova zakona u domovima Parlamenta i Parlamentarna komisija odgovornu za reviziju. Sukladno odluci obaju domova, mogu biti osnovana i druga zajednička radna tijela.

## Izbor zastupnika
Izbor zastupnika za Zastupnički dom PFBiH uređen je Ustavom Federacije BiH i Izbornim zakonom BiH. Mandat zastupnika traje četiri godine, izuzev u slučaji raspuštanja Zastupničkog doma. Zastupnici se biraju na neposrednim izborima svake četiri godine, a Zastupnički dom mora biti sazvan najkasnije 20 dana od objavljivanja rezultata izbora. Ustav također propisuje da moraju biti najmanje četiri zastupnika iz svakog konstitutivnog naroda.

### Zastupnici u trenutnom sazivu
| stranka | stranka                                            | zastupnici |
| ------- | -------------------------------------------------- | ---------- |
|         | SDA                                                | 27 / 98    |
|         | SBB BiH                                            | 8 / 98     |
|         | DF                                                 | 10 / 98    |
|         | HDZ BiH–HSS–HKDU BiH–HSP dr. Ante Starčević–HSP HB | 16 / 98    |
|         | SDP BiH                                            | 16 / 98    |
|         | HDZ 1990                                           | 2 / 98     |
|         | NES                                                | 2 / 98     |
|         | NS                                                 | 6 / 98     |
|         | LS BiH                                             | 1 / 98     |